# Ponor (okręg Alba)
Ponor – wieś w Rumunii, w okręgu Alba, w gminie Ponor. W 2011 roku liczyła 157 mieszkańców.